# Wehlau–Friedländer Kreisbahnen
| Kopfbahnhof Streckenanfang (Strecke außer Betrieb) | 0,0  | Tapiau Klbf       | (Gwardeisk)    |
| Haltepunkt / Haltestelle (Strecke außer Betrieb)   | 2,0  | Imten             | (Karjernoje)   |
| Haltepunkt / Haltestelle (Strecke außer Betrieb)   | 3,9  | Adlig Damerau     | (Krasnoje)     |
| Haltepunkt / Haltestelle (Strecke außer Betrieb)   | 6,8  | Bieberswalde      | (Rutschji)     |
| Haltepunkt / Haltestelle (Strecke außer Betrieb)   | 10,0 | Steinwalde        | Steinwalde     |
| Haltepunkt / Haltestelle (Strecke außer Betrieb)   | 11,5 | Friedrichsdorf    | Friedrichsdorf |
| Haltepunkt / Haltestelle (Strecke außer Betrieb)   | 13,1 | Finkenhof         | Finkenhof      |
| Haltepunkt / Haltestelle (Strecke außer Betrieb)   | 15,7 | Klein Schönau     | (Oktjabrskoje) |
| Haltepunkt / Haltestelle (Strecke außer Betrieb)   | 17,8 | Karschau          | (Kisseljowka)  |
| Haltepunkt / Haltestelle (Strecke außer Betrieb)   | 20,1 | Gillmannsruh      | Gillmannsruh   |
| Kopfbahnhof Streckenende (Strecke außer Betrieb)   | 21,4 | Friedland (Ostpr) | (Prawdinsk)    |

| Kopfbahnhof Streckenanfang (Strecke außer Betrieb) | 0,0  | Tapiau Klbf                | (Gwardeisk)      |
| Haltepunkt / Haltestelle (Strecke außer Betrieb)   | 2,2  | Tapiau Plantage            | Tapiau Plantage  |
| Haltepunkt / Haltestelle (Strecke außer Betrieb)   | 5,4  | Heinrichshof               | (Plodowoje)      |
| Haltepunkt / Haltestelle (Strecke außer Betrieb)   | 6,1  | Moterau                    | (Sabarje)        |
| Haltepunkt / Haltestelle (Strecke außer Betrieb)   | 8,4  | Lischkau                   | (Jastrebki)      |
| Haltepunkt / Haltestelle (Strecke außer Betrieb)   | 9,4  | Klein Kuglack              | Klein Kuglack    |
| Haltepunkt / Haltestelle (Strecke außer Betrieb)   | 10,3 | Groß Kuglack               | (Jassenskoje)    |
| Haltepunkt / Haltestelle (Strecke außer Betrieb)   | 11,6 | Groß Keylau                | (Poddubnoje)     |
| Bahnhof (Strecke außer Betrieb)                    | 13,8 | Goldbach                   | (Slawinsk)       |
| Haltepunkt / Haltestelle (Strecke außer Betrieb)   | 15,5 | Garbeningken               | Garbeningken     |
| Haltepunkt / Haltestelle (Strecke außer Betrieb)   | 16,5 | Roddau                     | (Nachimowo)      |
| Haltepunkt / Haltestelle (Strecke außer Betrieb)   | 18,3 | Perkuiken                  | (Nachimowo)      |
| Haltepunkt / Haltestelle (Strecke außer Betrieb)   | 20,8 | Klein Scharlack            | (Jermolowo)      |
| Haltepunkt / Haltestelle (Strecke außer Betrieb)   | 23,1 | Schakaulack                | (Malaja Lipowka) |
| Haltepunkt / Haltestelle (Strecke außer Betrieb)   | 25,6 | Pareyken/Goldberg (Ostpr.) | (Seljonoje)      |
| Kopfbahnhof Streckenende (Strecke außer Betrieb)   | 28,1 | Labiau Klbf                | (Polessk)        |

| Kopfbahnhof Streckenanfang (Strecke außer Betrieb) | 0,0  | Tapiau Klbf                                          | (Gwardeisk)                                          |
| Haltepunkt / Haltestelle (Strecke außer Betrieb)   | 2,2  | Tapiau Plantage                                      | Tapiau Plantage                                      |
| Haltepunkt / Haltestelle (Strecke außer Betrieb)   | 3,7  | Großhof                                              | Großhof                                              |
| Haltepunkt / Haltestelle (Strecke außer Betrieb)   | 5,6  | Eisingen                                             | Eisingen                                             |
| Haltepunkt / Haltestelle (Strecke außer Betrieb)   | 6,6  | Pomauden                                             | (Luschki)                                            |
| Haltepunkt / Haltestelle (Strecke außer Betrieb)   | 9,9  | Popehnen Ziegelei                                    | (Swenjewoje)                                         |
| Haltepunkt / Haltestelle (Strecke außer Betrieb)   | 11,0 | Bonslack-Popehnen                                    | (Gorki-Swenjewoje)                                   |
| Haltepunkt / Haltestelle (Strecke außer Betrieb)   | 12,3 | Irglacken                                            | (Kalinkowo)                                          |
| Haltepunkt / Haltestelle (Strecke außer Betrieb)   | 13,6 | Pomedien                                             | (Pruschaly)                                          |
| Haltepunkt / Haltestelle (Strecke außer Betrieb)   | 15,2 | Pogirmen                                             | Pogirmen                                             |
| Haltepunkt / Haltestelle (Strecke außer Betrieb)   | 16,4 | Thulpörschken                                        | (Markowo)                                            |
| Haltepunkt / Haltestelle (Strecke außer Betrieb)   | 17,3 | Bartenhof                                            | (Jablonowka)                                         |
| Haltepunkt / Haltestelle (Strecke außer Betrieb)   | 18,4 | Podewitten                                           | (Malinowka)                                          |
| Strecke (außer Betrieb)                            | ---  | Kreisgrenze Wehlau – Königsberg/Samland              | Kreisgrenze Wehlau – Königsberg/Samland              |
| Bahnhof (Strecke außer Betrieb)                    | 21,1 | Possindern                                           | (Roschtschino)                                       |
| Strecke (außer Betrieb)                            |      | Bahnstrecke nach Königsberg (Königsberger Kleinbahn) | Bahnstrecke nach Königsberg (Königsberger Kleinbahn) |

Die Wehlau–Friedländer Kreisbahnen waren seit 1924 ein Teil der Ostpreußischen Kleinbahnen AG und wurden von der Ostdeutschen Eisenbahn-Gesellschaft in Königsberg betrieben.

## Geschichte
Den ehemaligen ostpreußischen Landkreis Wehlau – beiderseits des Pregel gelegen – durchzog seit 1860 die Strecke Insterburg–Königsberg der Preußischen Ostbahn, an der auch der Bahnhof der Kreisstadt Wehlau lag. Bevor noch von dort im Jahr 1911 eine Nebenbahn über Allenburg nach Friedland abzweigte, begann man mit dem Bau von Schmalspurbahnen zur Erschließung ländlicher Gebiete. Ihr Ausgangspunkt war die Stadt Tapiau am Pregel mit damals 6.000 Einwohnern, die ebenfalls von der Hauptbahn Insterburg–Königsberg bedient und Sitz der Kleinbahngesellschaft wurde.
Der preußische Staat, die Provinz Ostpreußen und die Bahnbauunternehmung Lenz & Co GmbH gründeten am 21. März 1898 die Wehlau-Friedländer Kreisbahn-AG. Bereits am 9. April 1898 wurde der größte Teil der Strecken in der Schmalspur von 750 mm eröffnet.
Vom Kleinbahnhof in Tapiau, der 300 m vom Staatsbahnhof entfernt lag, führte eine 21 km lange Strecke nach Süden zur Stadt Friedland (3.000 Einwohner) im gleichnamigen Nachbarkreis, dessen Landratsamt sich allerdings in Bartenstein befand.
Nach Norden führte eine Trasse zwei Kilometer bis zum Bahnhof Tapiau Plantage und teilte sich dann: eine Verbindung führte nach Westen über Podewitten zur Grenze (17 km) des Landkreises Königsberg, wo das Gleis von der Königsberger Kleinbahn AG über Prawten nach dem Bahnhof Königsberg Königstor weitergeführt wurde. Seit dem Jahr 1900 gab es auch durchgehende Kleinbahnzüge von Königsberg bis Tapiau.
Nach Norden verlief die Strecke von Tapiau Plantage bis Klein Scharlack (19 km) im Kreis Labiau. Erst am 13. Dezember 1909 wurde sie um sieben Kilometer bis zur Kreisstadt Labiau (4.600 Einwohner) nahe dem Kurischen Haff verlängert. Das Netz der Kleinbahn war damit 66 Kilometer lang.
Das Verkehrsaufkommen war auf allen Strecken bescheiden; zwischen Tapiau und Labiau wurde eine parallel laufende Omnibuslinie eingerichtet.
Am 30. Juni 1924 wurde die Wehlau-Friedländer Kreisbahn-AG in die Insterburger Kleinbahn-AG eingegliedert, die sich anschließend Ostpreußische Kleinbahnen AG nannte.
Im Jahre 1939 standen folgende Fahrzeuge zur Verfügung: fünf Dampflokomotiven, sieben Personen-, drei Pack- und 122 Güterwagen.